# Галища
 Тази статия е за селото в Гърция.  За селото в България вижте Галище.  За селото в Северна Македония вижте Галище (община Кавадарци).
Га̀лища (произношение в местния говор Га̀лишча, на гръцки: Ομορφοκκλησιά, Оморфоклисия, до 1926 година Γκάλιστα, Γκάλλιστα, Галиста, на македонска литературна норма: Галишта) е село в Егейска Македония, Република Гърция, в дем Костур, област Западна Македония.

## География
Селото е разположено в Костурската котловина близо до десния бряг на река Бистрица (Алиакмонас), наричана тук Белица, на 20 километра югозападно от демовия център Костур и на 8 километра североизточно от Нестрам.

## История

### Етимология
Според академик Иван Дуриданов етимологията на името е от първоначалния патроним на -ишти < -itji, който произхожда от личното име Galъ (в старобългарски Галь).

### В Османската империя
В XV век във Велиъка или Галичко са отбелязани поименно 39 глави на домакинства.
Селото се споменава в османски дефтер от 1530 година под името Галиште с 205 християнски семейства и 5 мюсюлмански. Името е споменато в XVI век в Слепченския поменик като Галища. Според академик Иван Дуриданов етимологията на името е от първоначалния патроним на -ишти, който произхожда от личното име Galъ.
В 1684 година Галища заедно с църквата „Свети Георги“ и село Чука с манастира „Свети Архангели“ са придадени на манастира „Света Богородица Мавриотица“.
Александър Синве (Les Grecs de l’Empire Ottoman. Etude Statistique et Ethnographique), който се основава на гръцки данни, в 1878 година пише, че в Галиста (Galista) живеят 900 гърци. Според статистиката на Васил Кънчов („Македония. Етнография и статистика“) в 1900 Галища има 600 жители българи християни и 160 българи мохамедани.
На Етнографската карта на Битолския вилает на Картографския институт в София от 1901 година Галища е смесено българо-влашко-турско село в Костурската каза на Корчанския санджак със 130 къщи.
В началото на XX век християнското население на Галища е под върховенството на Българската екзархия и остава екзархийско до 1912 година. По данни на секретаря на Екзархията Димитър Мишев (La Macédoine et sa Population Chrétienne) в 1905 година в селото има 720 българи екзархисти и работи българско училище.
Гръцка статистика от 1905 година представя селото като смесено гръцко-българско-турско с 228 жители гърци, 180 българи и 350 турци. Според Христо Силянов в 1906 година селото пострадва от гръцки андартски нападения.
Според Георгиос Панайотидис, учител в Цотилската гимназия, в 1910 година в Галища (Γάλιστα) има 60 „българофонски“ семейства, от които 20 мюсюлмански. Поради „дълбокото невежество“ на жителите му до 1908 година всички християни са екзархисти. След това около 20 се връщат в православието и поддържат гръцко училище. Църквата „Свети Георги“ е в ръцете на българите.
Според Георги Константинов Бистрицки Галища преди Балканската война има 100 български и 50 помашки къщи.
При избухването на Балканската война в 1912 година шестима души от Галища са доброволци в Македоно-одринското опълчение.
На етническата карта на Костурското братство в София от 1940 година, към 1912 година Галища е обозначено като българо-турско селище.

### В Гърция
След Междусъюзническата война селото остава в Гърция. Боривое Милоевич пише в 1921 година („Южна Македония“), че Галища (Галишта) има 95 къщи славяни християни и 55 къщи славяни мохамедани. През 20-те години мюсюлманските му жители се изселват и на тяхно място са настанени гърци бежанци от Турция, които в 1928 година са 113 или според други данни 32 семейства и 118 души.
В 1926 година селото е прекръстено на Оморфоклисия, в превод хубава църква на църквата „Свети Георги“. По време на Втората световна война жителите на Галища са репресирани от страна на партизаните на ЕЛАС
По време на Гръцката гражданска война селото пострадва значително – 22 семейства и отделни жители го напускат към източно европейските страни и Югославия, а някои семейства се установяват в Костур. 21 деца от селото са изведени от комунистическите части извън страната като деца бежанци.
След войната започва масова емиграция отвъд океана.
Жителите се занимават със земеделие, както и с воденичарство и правене на керемиди.
| Име    | Име      | Ново име   | Ново име   | Описание                                            |
| ------ | -------- | ---------- | ---------- | --------------------------------------------------- |
| Злине  | Σλίνε    | Мармара    | Μάρμαρα    | местност Ю от Галища                                |
| Цванец | Τσβάντες | Аспрорема  | Ἀσπρόρεμα  | река З от Галища, десен приток на Бистрица (Белица) |
| Панка  | Πάνκα    | Панда      | Πάντα      | местност в Одре, ЮЗ от Галища                       |
| Попой  | Ποπόϊ    | Аспротопос | Ἀσπρότοπος |                                                     |

| Година    | 1913 | 1920 | 1928 | 1940 | 1951 | 1961 | 1971 | 1981 | 1991 | 2001 | 2011 | 2021 |
| --------- | ---- | ---- | ---- | ---- | ---- | ---- | ---- | ---- | ---- | ---- | ---- | ---- |
| Население | 763  | 596  | 406  | 569  | 270  | 251  | 153  | 87   | 109  | 47   | 23   | 19   |

## Забележителности
Основна забележителност на Галища е средновековната църква „Свети Георги“. Църквата е строена в XI век и в нея има уникален барелеф на Свети Георги в цял ръст.

## Личности
В Галища са родени редица видни български дейци, сред които най-известни са българските революционери Стерьо Лаков (1856 – 1952) и Дамян Сидов, а по произход от Галища е българският духовник Фотий Триадицки и други. От там са и гръцкият политик Пандо Термовски (1907 – 1946), както и северномакедонската филоложка Вангелия Десподова (р. 1941).